# Pedicularis groenlandica
Pedicularis groenlandica — вид рослин родини вовчкові (Orobanchaceae), поширений на півночі й заході Північної Америки.

## Опис
Багаторічна трава висотою 8–24(90) см. Листки різко-зубчасті папоротеподібні розташовані низько на товстому стовбурі. Стебло нерозгалужене, безволосе, увінчане великим суцвіттям від яскраво-рожевих до фіолетових або білих квітів. Кожна квітка має довгий, гострий дзьоб, який вигинається вгору, поверхово нагадуючи хобот слона, а бічні частки квітки нагадують вуха слона.

## Поширення
Північна Америка: Ґренландія, Канада, США. Зростає у високих гірських ланцюгах заходу Північної Америки, у значній частині Канади й у Гренландії.
Населяє вологі середовища, такі як береги річок. Це корінний паразит, який отримує поживні речовини з коріння інших рослин.

## Галерея

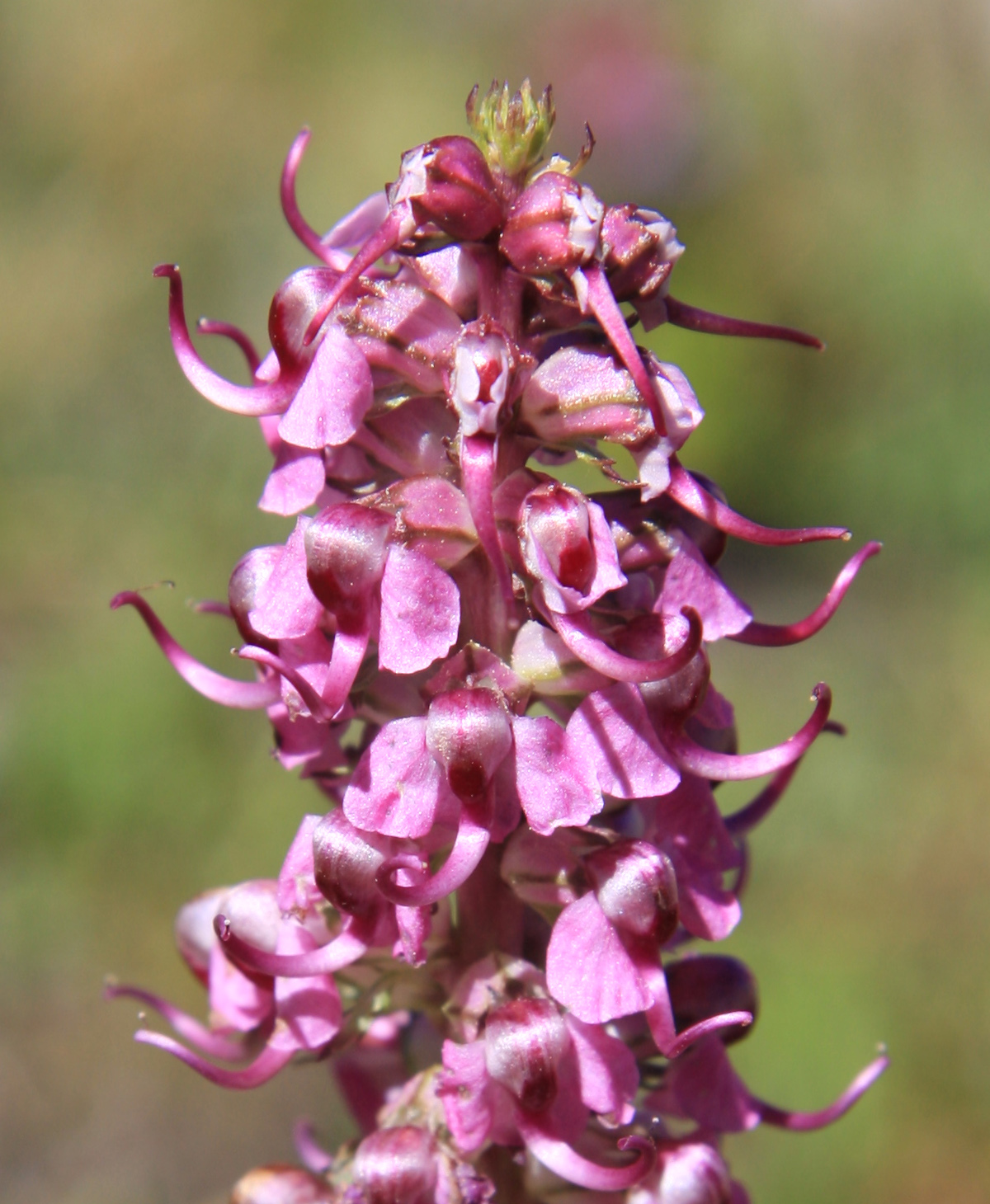
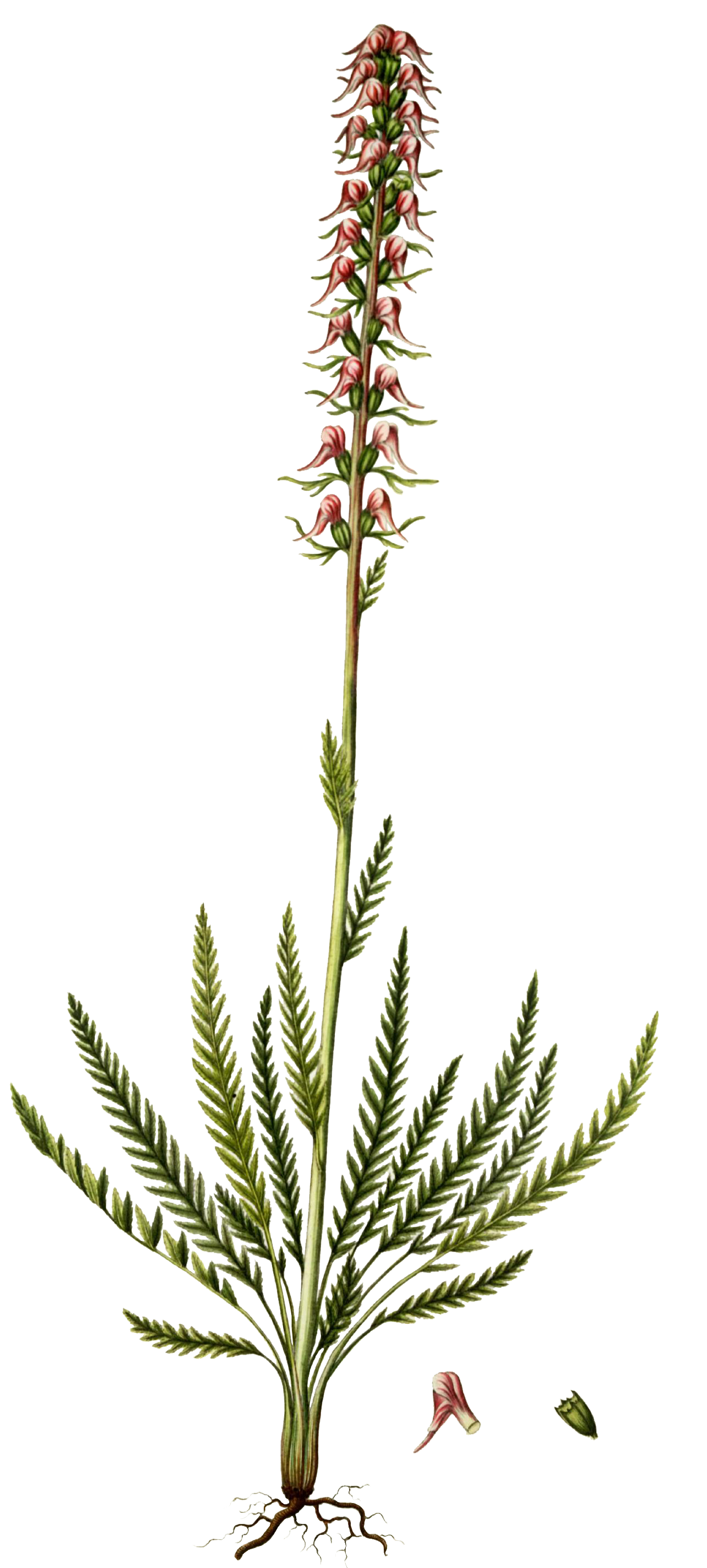